# Ruischerbeekje
Het Ruischerbeekje of de Ruscherbeek is een zijbeek van de Roode Beek gelegen in de gemeenten Brunssum en Beekdaelen. De beek ontspringt ergens ten noordoosten van Brunssum en loopt vervolgens in noordelijke richting via de Schinveldse Bossen om ten noordwesten van het bosgebied uit te monden.
De beek ligt in het bekken van de Roode Beek.
De beek stroomt langs drie schansen:
- Lammerschans
- Vijfsprongschans
- Russcherleen (schans)